# Lijst van rijksmonumenten in Vries
De plaats Vries telt 13 inschrijvingen in het rijksmonumentenregister. Hieronder een overzicht. 
| Object                                               | Oorspronkelijke functie?  | Bouwjaar                                                                       | Architect                  | Locatie                | Coördinaten?                 | Nr.?   | Afbeelding                                      |
| ---------------------------------------------------- | ------------------------- | ------------------------------------------------------------------------------ | -------------------------- | ---------------------- | ---------------------------- | ------ | ----------------------------------------------- |
| Hervormde kerk (Sint-Bonifatiuskerk)                 | Kerk en kerkonderdeel     | verm. eind 12e eeuw (schip) ca. 1425 (koor) 1680 (rest. koor) 1946-'49 (rest.) | A.E. van Giffen (1946-'49) | Brink 3                | 53° 4' 40" NB, 6° 34' 41" OL | 38146  | Meer afbeeldingen                               |
| Hervormde kerk, toren                                | Kerk en kerkonderdeel     | 1150-1200 1769 (herst.) 1946-'49 (rest.)                                       | A.E. van Giffen (1946-'49) | Brink 3                | 53° 4' 40" NB, 6° 34' 40" OL | 38147  | Meer afbeeldingen                               |
| Hervormde pastorie                                   | Kerkelijke dienstwoning   | 1923 1964 (uitbr.)                                                             |                            | Brink 2                | 53° 4' 41" NB, 6° 34' 37" OL | 478013 | Hervormde pastorie                              |
| Rustica                                              | Woonhuis                  | 1859-'60 verb. in 1933, 1939, 1966 en 1979                                     |                            | Groningerstraat 8      | 53° 4' 48" NB, 6° 34' 52" OL | 478015 | Rustica                                         |
| Voorm. Openbare Lagere School (nu: Dorpshuis De Pan) | Onderwijs en wetenschap   | 1915 1929 (uitbr.)                                                             | Yvo D. Havermans           | Nieuwe Rijksweg 4      | 53° 4' 40" NB, 6° 34' 45" OL | 478017 | Meer afbeeldingen                               |
| Boerderij met woonhuis in eclectische stijl          | Boerderij                 | 1909                                                                           |                            | Oude Rijksweg 3        | 53° 4' 42" NB, 6° 34' 42" OL | 478018 | Meer afbeeldingen                               |
| Schultenhof                                          | Boerderij                 | 1921                                                                           |                            | Schultestraat 7        | 53° 4' 45" NB, 6° 34' 32" OL | 478019 | Meer afbeeldingen                               |
| Transformatorhuis                                    | Nutsbedrijf               | ca. 1920                                                                       |                            | Oude Rijksweg 8        | 53° 4' 41" NB, 6° 34' 42" OL | 478021 | Transformatorhuis                               |
| Bosch en Vaart, huis                                 | Kasteel, buitenplaats     | 1881                                                                           |                            | Groningerstraat 30     | 53° 5' 27" NB, 6° 35' 43" OL | 478155 | Bosch en Vaart 01 Bosch en Vaart, huis          |
| Bosch en Vaart, oranjerie                            | Tuin, park en plantsoen   | ca. 1890                                                                       |                            | bij Groningerstraat 30 | 53° 5' 25" NB, 6° 35' 40" OL | 478156 | Upload foto                                     |
| Bosch en Vaart, stookhok                             | Bijgebouwen kastelen enz. | ca. 1890                                                                       |                            | bij Groningerstraat 30 | 53° 5' 25" NB, 6° 35' 40" OL | 478157 | Upload foto                                     |
| Bosch en Vaart, tuinkoepeltje                        | Tuin, park en plantsoen   | ca. 1890                                                                       |                            | bij Groningerstraat 30 | 53° 5' 29" NB, 6° 35' 39" OL | 478158 | Bosch en Vaart 04 Bosch en Vaart, tuinkoepeltje |
| Bosch en Vaart, koetshuis                            | Bijgebouwen kastelen enz. | ca. 1890                                                                       |                            | Groningerstraat 32     | 53° 5' 25" NB, 6° 35' 40" OL | 478159 | Upload foto                                     |